# Croglio
Croglio est une ancienne commune et une localité de la commune de Tresa, située dans le district tessinois de Lugano, en Suisse.
Le 18 avril 2021, elle fusionne avec Monteggio, Ponte Tresa et Sessa pour former la commune de Tresa,.

Photo aérienne (1954)

## Monuments et curiosités
L'église San Bartolomeo est d'origine médiévale avec une abside semi-circulaire. À l'intérieur se trouvent des fresques signées et datées de 1440.
Près de l'église se trouve la maison Conti construite au XVIIIe s. avec façades à loggias.